# Henrik Schildt
Ernst Henrik Schildt, född 10 juli 1914 i Helsingfors, Finland, död 15 mars 2001 i Bromma församling i Stockholm, var en svensk skådespelare. 

## Biografi
Henrik Schildt var son till bokförläggaren Holger Schildt och Marie Schaupp.
Schildt studerade vid Dramatens elevskola 1939–1942. Han engagerades därefter vid Dramaten där han blev kvar hela sin aktiva tid. Han filmdebuterade 1935 i Tancred Ibsens Kanske en gentleman och kom att medverka i drygt 55 filmer. 
Första gången var han gift 1940–1956 gift med översättaren Margareta Schildt, född Morsing, och blev far till översättaren Veronica Schildt Bendjelloul (född 1944) och Peter Schildt (född 1951). Andra gången gifte han sig 1956 med skådespelaren Berit Gramer (1929–2020) och blev far till skådespelaren Johan Schildt (född 1959) och silversmeden Sebastian Schildt (född 1964).
TV-journalisterna Johar Bendjelloul och Malik Bendjelloul är hans dottersöner.
Schildt är begravd på Bromma kyrkogård i Stockholms län.

## Filmografi i urval
- 1935 – Kanske en gentleman
- 1936 – Johan Ulfstjerna
- 1938 – Eli Sjursdotter
- 1938 – Milly, Maria och jag
- 1939 – Cirkus
- 1940 – Mannen som alla ville mörda
- 1941 – Hem från Babylon
- 1941 – Snapphanar
- 1942 – Himlaspelet
- 1942 – Gula kliniken
- 1943 – I brist på bevis
- 1943 – Katrina
- 1943 – Kungsgatan
- 1944 – Stopp! Tänk på något annat
- 1945 – Maria på Kvarngården
- 1945 – Rosen på Tistelön
- 1945 – Blod och eld
- 1946 – Midvinterblot
- 1946 – Djurgårdskvällar
- 1946 – Jag älskar dig, argbigga
- 1947 – Mästerdetektiven Blomkvist
- 1948 – En svensk tiger
- 1950 – Anderssonskans Kalle
- 1951 – Elddonet
- 1951 – Tull-Bom
- 1952 – Klackarna i taket
- 1952 – Möte med livet
- 1953 – Dansa min docka
- 1953 – I dimma dold
- 1954 – Herr Arnes penningar
- 1955 – Het är min längtan
- 1956 – Ratataa
- 1956 – Flamman
- 1956 – Den hårda leken
- 1957 – Möten i skymningen
- 1961 – Stöten
- 1961 – Ljuva ungdomstid
- 1964 – Älskande par
- 1968 – Flickorna
- 1971 – Med egna ögon
- 1973 – Din stund på jorden (TV-serie)
- 1974 – Engeln (TV-serie)
- 1976 – Återkomsten
- 1977 – Isgraven
- 1978 – Dagar med Knubbe (TV-serie)
- 1980 – Det vita lyser i mörkret
- 1980 – Lycka till (TV-serie)
- 1981 – Hans Christian och sällskapet
- 1982 – Ingenjör Andrées luftfärd
- 1985 – Nya Dagbladet (TV-serie)
- 1986 – Amorosa
- 1988 – Xerxes (TV-serie)
- 1990 – Den svarta cirkeln (TV-serie)
- 1990 – Ebba och Didrik (TV-serie)
- 1995 – Snoken (TV-serie)
- 1997 – Glappet (TV-serie)

## Teater

### Roller (ej komplett)
| År   | Roll                                  | Produktion                                                           | Regi               | Teater                   |
| ---- | ------------------------------------- | -------------------------------------------------------------------- | ------------------ | ------------------------ |
| 1938 | Bercovics                             | Liliom Ferenc Molnár                                                 | Sandro Malmquist   | Nya Teatern              |
| 1940 | Dörrvaktaren                          | Den lilla hovkonserten Toni Impekoven och Paul Verhoeven             | Rune Carlsten      | Dramaten                 |
| 1941 | Andre kyparen                         | Vi skiljas Victorien Sardou och Émile de Najac                       | Alf Sjöberg        | Dramaten                 |
| 1941 |                                       | Mötas och skiljas Helge Krog                                         | Stig Torsslow      | Vasateatern              |
| 1942 | 86 5/30 Bengtsson, servismanskap nr 4 | Beredskap Gunnar Ahlström                                            | Alf Sjöberg        | Dramaten                 |
| 1943 | Pierre                                | Kungen Robert de Flers, Emmanuel Arène och Gaston Arman de Caillavet | Rune Carlsten      | Dramaten                 |
| 1948 | Clemens, en vandrande student         | De vises sten Pär Lagerkvist                                         | Alf Sjöberg        | Dramaten                 |
| 1948 | Dr Warburton                          | Släktmötet T S Eliot                                                 | Alf Sjöberg        | Dramaten                 |
| 1949 | Thomas More                           | En dag av tusen Maxwell Anderson                                     | Olof Molander      | Dramaten                 |
| 1950 | Börsjobbaren                          | Tokiga grevinnan Jean Giraudoux                                      | Olof Molander      | Dramaten                 |
| 1950 | Desmond                               | Chéri Colette                                                        | Mimi Pollak        | Dramaten                 |
| 1951 | Stålfelt Herr Adolfsson Andre läkaren | Amorina Carl Jonas Love Almqvist                                     | Alf Sjöberg        | Dramaten                 |
| 1954 | Alfred Granger                        | Fadershjärtat (The Bread-Winner) W. Somerset Maugham                 | Stig Torsslow      | Dramaten/ Folkparksturné |
| 1957 |                                       | Johan Ulfstjerna Tor Hedberg                                         | Sandro Malmquist   | Riksteatern              |
| 1960 | Marcellus                             | Hamlet William Shakespeare                                           | Alf Sjöberg        | Dramaten                 |
| 1963 | Jacobson                              | Ställföreträdaren Rolf Hochhuth                                      | Stig Torsslow      | Dramaten                 |
| 1964 | Kong Lu, rövare                       | Tre knivar från Wei Harry Martinson                                  | Ingmar Bergman     | Dramaten                 |
| 1965 | Värvaren                              | Mutter Courage Bertolt Brecht                                        | Alf Sjöberg        | Dramaten                 |
| 1957 | Mr Davenport Barlow                   | Luftombyte W. Somerset Maugham                                       | Per-Axel Branner   | Lisebergsteatern         |
| 1971 | Landshövdingen                        | Sol, vad vill du mig? Birger Norman                                  | Ingvar Kjellson    | Dramaten                 |
| 1971 | Loyal                                 | Tartuffe Molière                                                     | Mimi Pollak        | Dramaten                 |
| 1976 | Sundbom                               | Chez nous Per Olov Enquist och Anders Ehnmark                        | Lars Göran Carlson | Dramaten                 |
| 1978 | Lusby                                 | Vargen Howard Barker                                                 | Barbro Larsson     | Dramaten                 |

## Radioteater

### Roller
| År   | Roll                          | Produktion                                    | Regi               |
| ---- | ----------------------------- | --------------------------------------------- | ------------------ |
| 1948 | Proculejus, Caesars anhängare | Antonius och Kleopatra William Shakespeare    | Alf Sjöberg        |
| 1950 | Överste Strang                | Det hemliga rummet Nigel Balchin              | Henrik Dyfverman   |
| 1955 | Birger Lekander               | Hillman och de tre ingenjörerna Folke Mellvig | Carl-Otto Sandgren |